# Język ngurmbur
Język ngurmbur – wymarły język australijski, być może izolat, w 1981 roku używany był przez tylko jedną osobę, w Ziemi Arnhema (północna Australia). Obecnie jest już wymarły. 
Nie ustalono dotychczas przynależności genetycznej języka. Wysuwano hipotezy związku z innym izolatem – umbugarlą, postulując istnienie rodziny umbugarlo-ngurmburskiej, jak również niepewnie włączano go do postulowanej rodziny języków makro-pama-njungaskich.